# Critics' Choice Awards de 2023
O 28.º Critics' Choice Awards ou a 28.ª edição dos Prêmios Critics' Choice (em inglêsː 28th Critics' Choice Awards) foi apresentada no dia 15 de janeiro de 2023, no Fairmont Century Plaza Hotel em Los Angeles, Califórnia, homenageando as melhores realizações do cinema e da televisão em 2022. A cerimônia foi transmitida pela The CW e apresentada por Chelsea Handler nos Estados Unidos e pela TNT no Brasil. Como nos últimos dois anos anteriores, as indicações para televisão e cinema foram anunciadas separadamente; para a televisão, foram anunciadas em 6 de dezembro de 2022; para o cinema, no dia 14 do mesmo mês.
Everything Everywhere All at Once, da A24, liderou as indicações para filmes com 14 - um recorde compartilhado com The Shape of Water (2017), The Favourite (2018) e The Irishman (2019) - seguido por The Fabelmans, de Steven Spielberg, com 11.  A primeira comédia de mockumentary da ABC em seu primeiro ano, Abbott Elementary liderou as indicações para a televisão com seis, seguida pela sexta e última temporada de Better Call Saul com cinco. No geral, a Netflix recebeu um total de 28 indicações, 13 para filme e 15 para televisão, o máximo para qualquer estúdio ou rede, pelo sexto ano consecutivo.
O filme mais premiado da noite foi Everything Everywhere All at Once, com cinco prêmios: Melhor Ator Coadjuvante, Melhor Roteiro Original, Melhor Montagem, Melhor Direção e Melhor Filme. Por sua vez, Better Call Saul, tornou-se a série mais vitoriosa, com prêmios de Melhor Ator e Ator Coadjuvante em Série Dramática para Giancarlo Esposito e Bob Odenkirk, respectivamente, além de Melhor Série Dramática.

## Vencedores e indicados

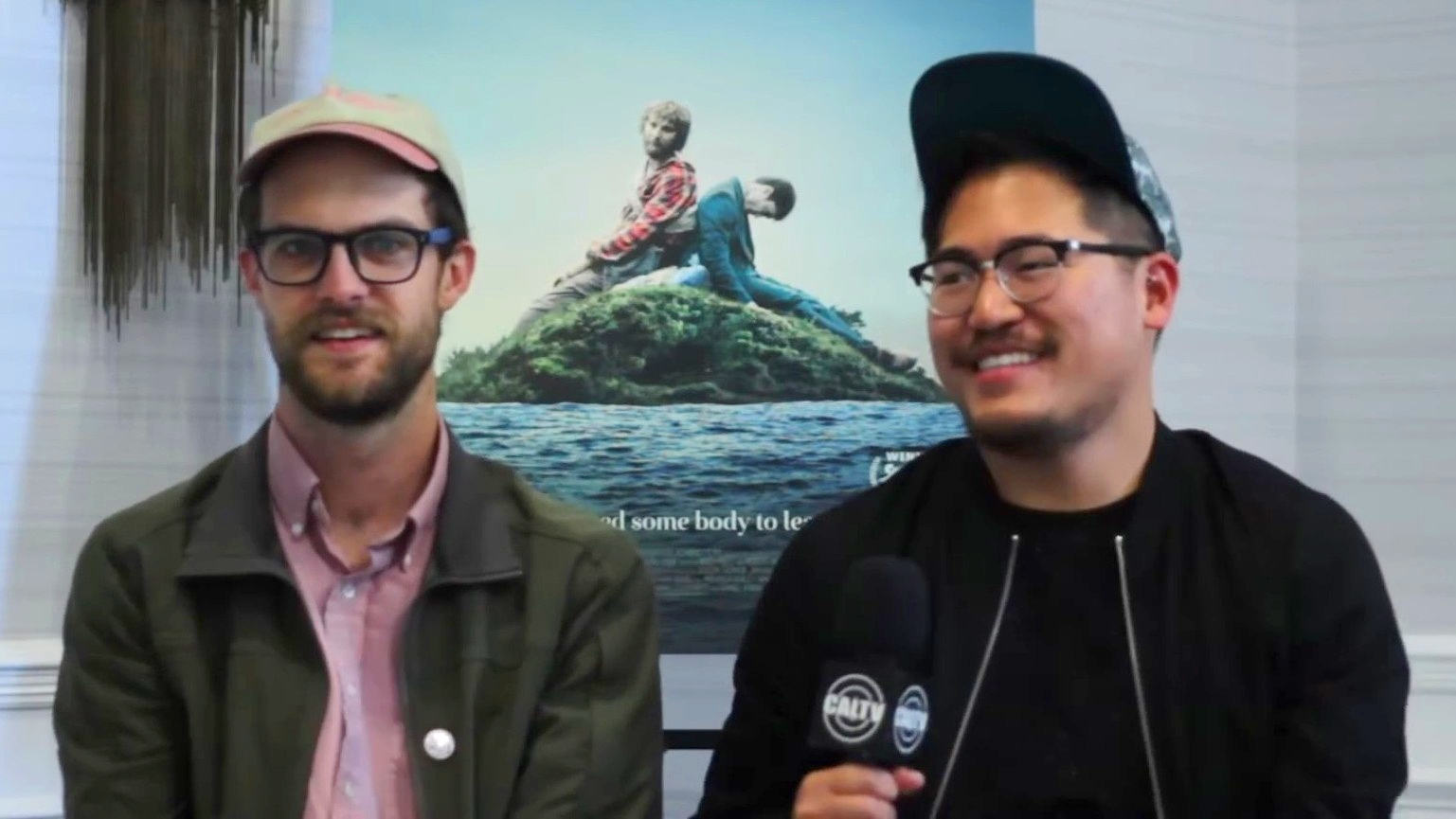
Daniel Kwan and Daniel Scheinert, Melhor Diretor e Melhor Roteiro Original

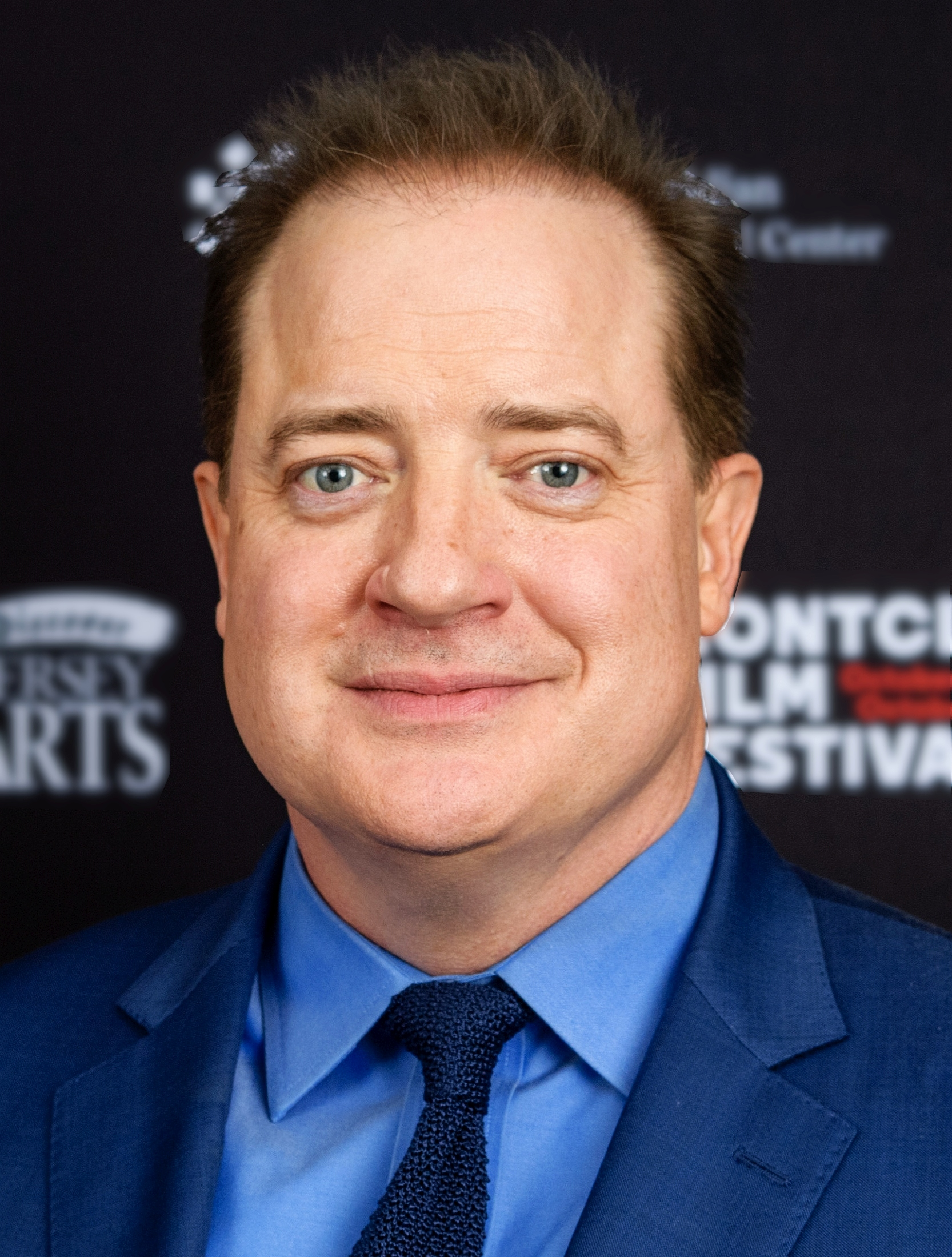
Brendan Fraser, Vencedor de Melhor Ator

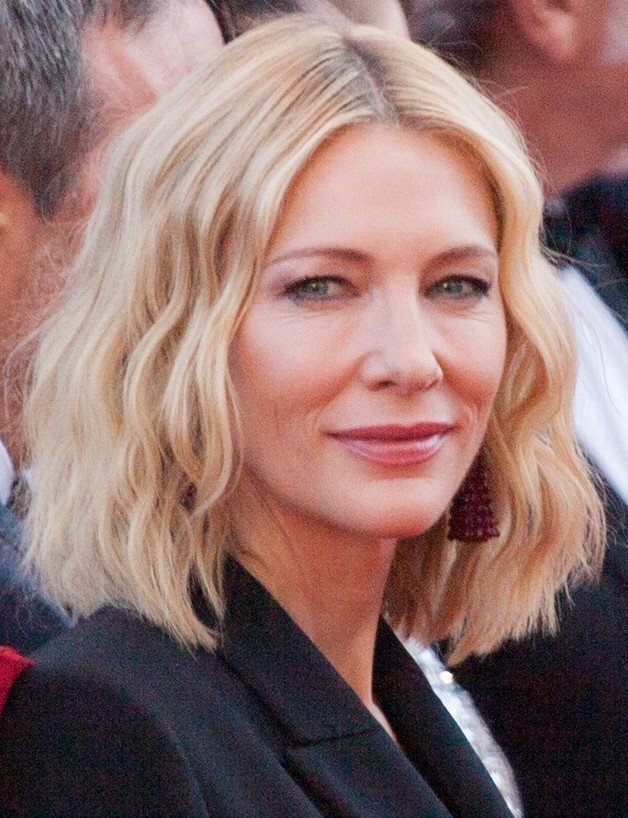
Cate Blanchett, Vencedora de Melhor Atriz

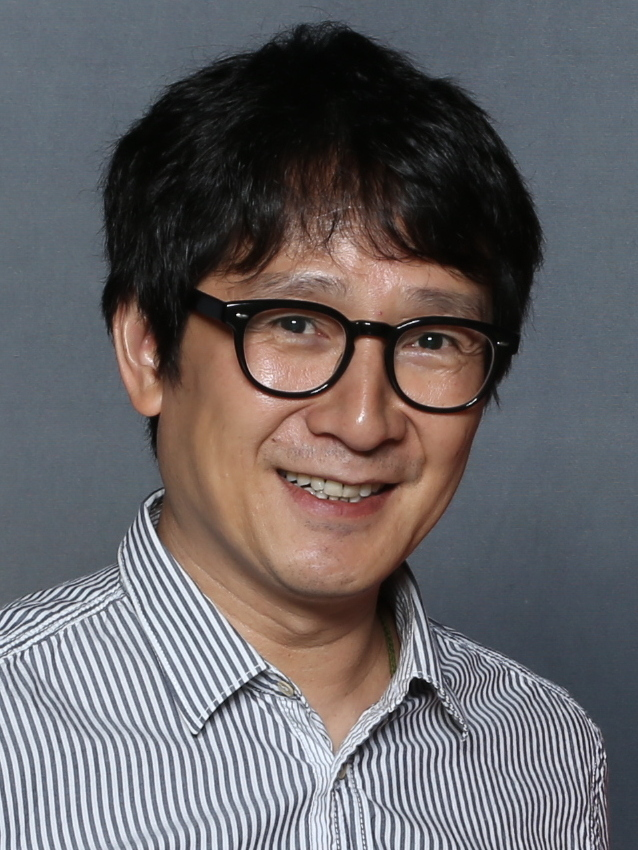
Ke Huy Quan, Vencedor de Melhor Ator Coadjuvante

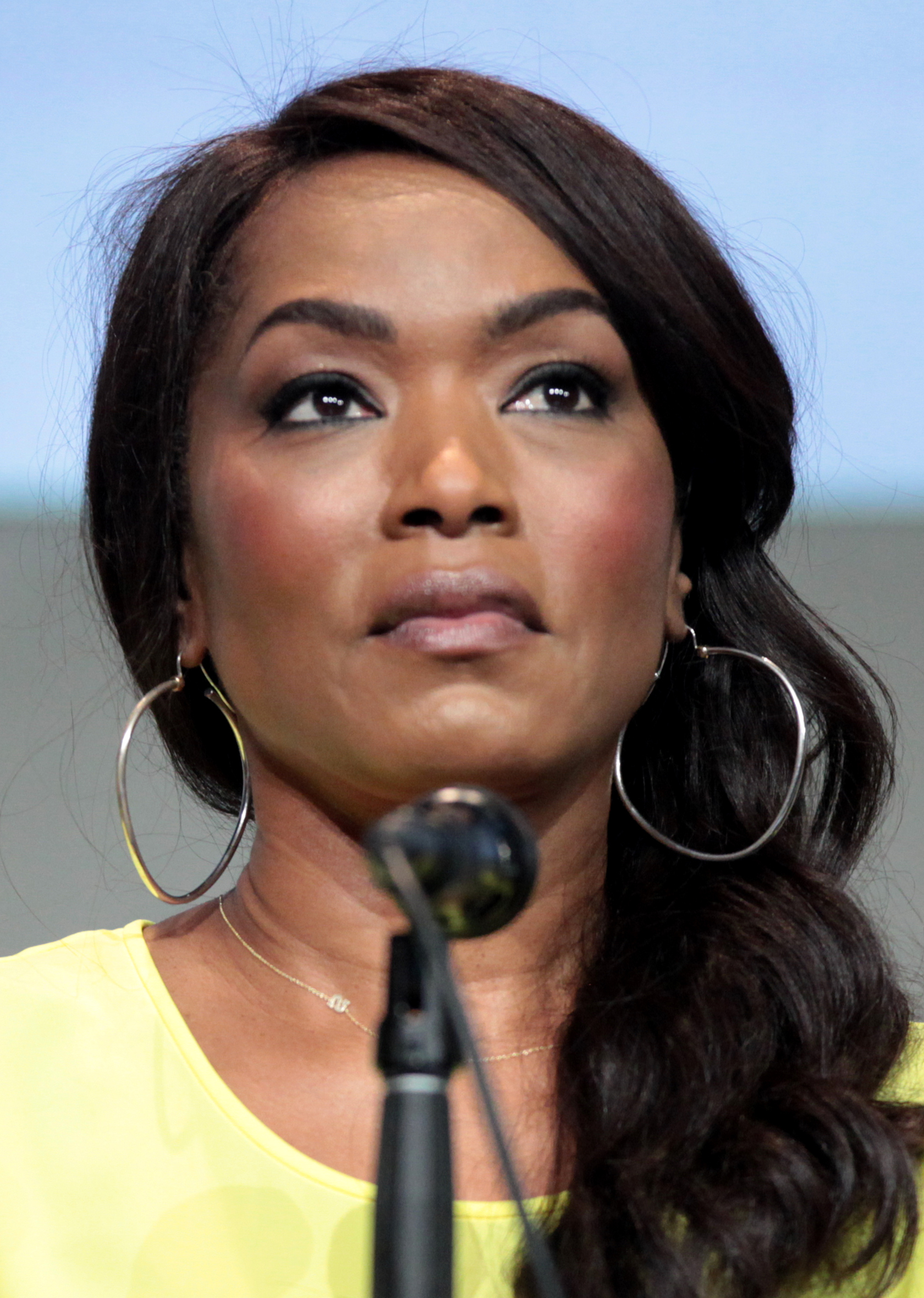
Angela Bassett, Vencedora de Melhor Atriz Coadjuvante

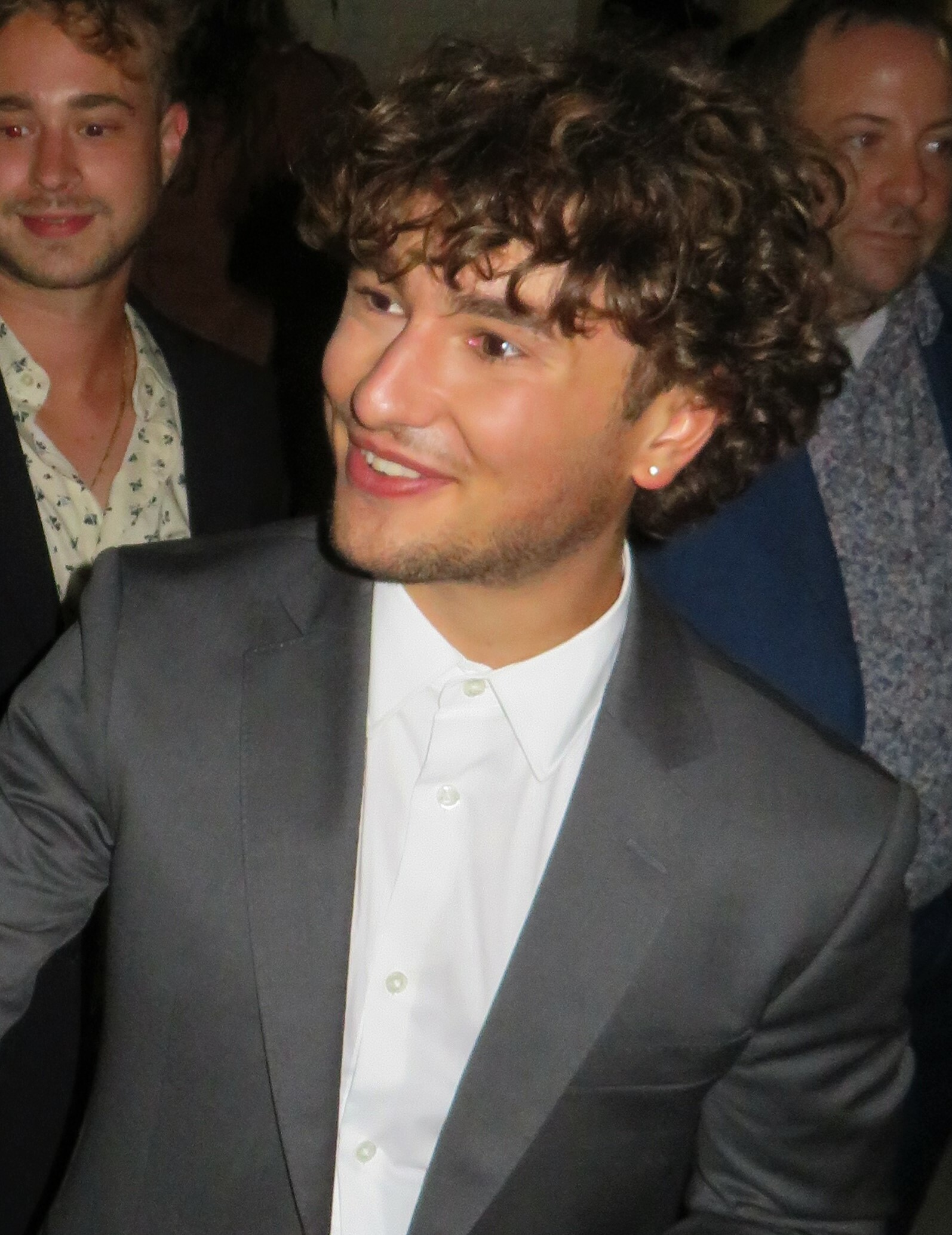
Gabriel LaBelle, Vencedor de Melhor Ator ou Atriz Jovem

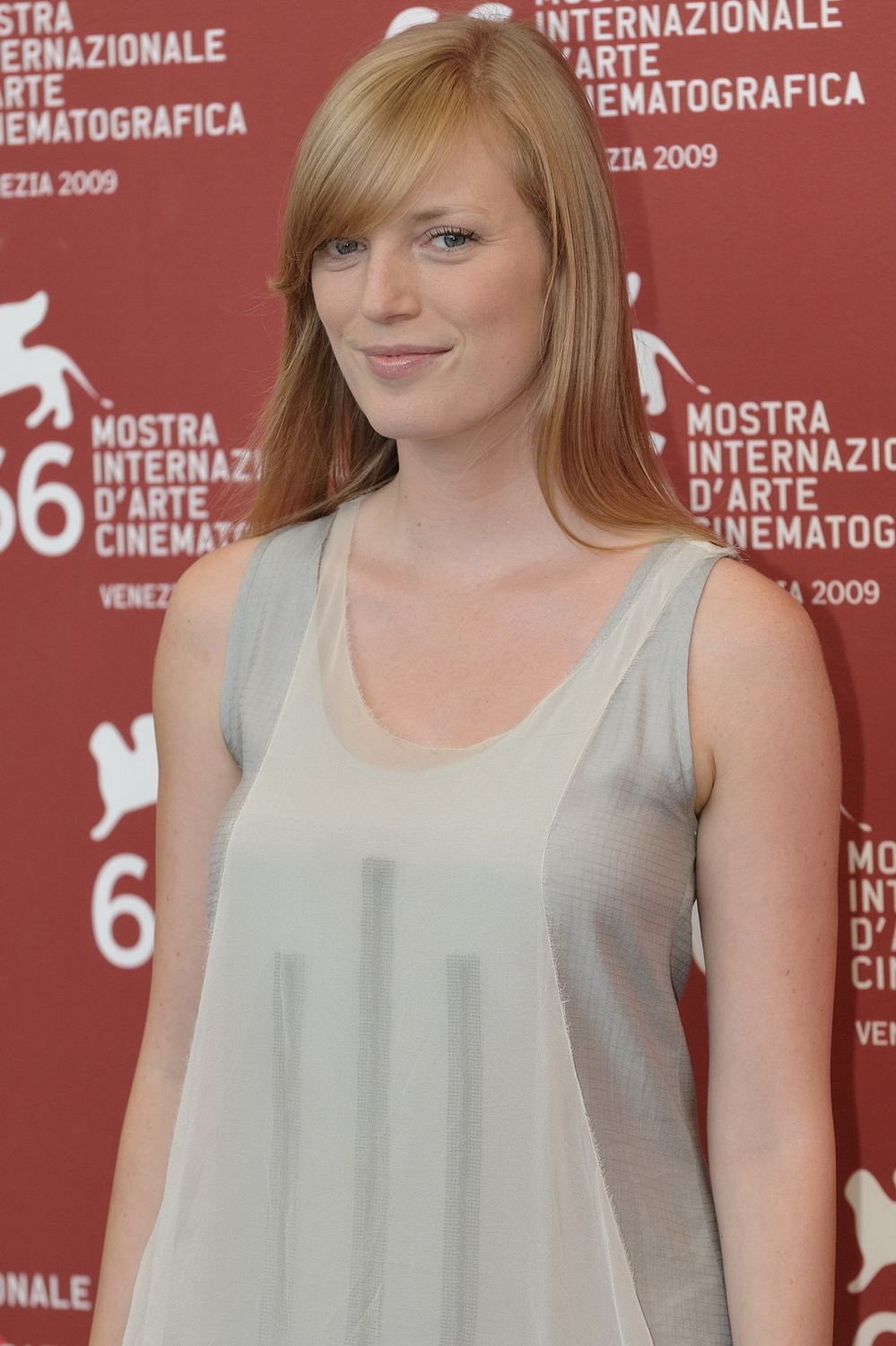
Sarah Polley, Vencedora de Melhor Roteiro Adaptado

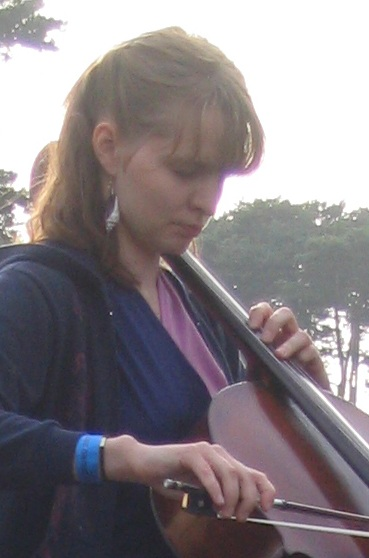
Hildur Guðnadóttir, Vencedora de Melhor Trilha Sonora

### Cinema
Lista dos nomeados e vencedores (em negrito) no 28.ª Critics' Choice Awards.
| Melhor FilmeEverything Everywhere All at Once - Avatar: The Way of Water - Babylon - The Banshees of Inisherin - Elvis - The Fabelmans - Glass Onion: A Knives Out Mystery - RRR - Tár - Top Gun: Maverick - Women Talking | Melhor DireçãoDaniel Kwan e Daniel Scheinert – Everything Everywhere All at Once - Baz Luhrmann – Elvis - Damien Chazelle – Babylon - Gina Prince-Bythewood – The Woman King - James Cameron – Avatar: The Way of Water - Martin McDonagh – The Banshees of Inisherin - Sarah Polley – Women Talking - S. S. Rajamouli – RRR - Steven Spielberg – The Fabelmans - Todd Field – Tár                                                                                    |
| Melhor AtorBrendan Fraser como Charlie – The Whale - Austin Butler como Elvis Presley – Elvis - Bill Nighy como Mr. Williams – Living - Colin Farrell como Pádraic Súilleabháin – The Banshees of Inisherin - Paul Mescal como Calum Paterson – Aftersun - Tom Cruise como Capitão Pete "Maverick" Mitchell – Top Gun: Maverick                                   | Melhor AtrizCate Blanchett como Lydia Tár – Tár - Danielle Deadwyler como Mamie Till-Bradley – Till - Margot Robbie como Nellie LaRoy – Babylon - Michelle Williams como Mitzi Fabelman – The Fabelmans - Michelle Yeoh como Evelyn Quan Wang – Everything Everywhere All at Once - Viola Davis como General Nanisca – The Woman King |
| Melhor Ator CoadjuvanteKe Huy Quan – Everything Everywhere All at Once como Waymond Wang - Barry Keoghan como Dominic Kearney – The Banshees of Inisherin - Brendan Gleeson como Colm Doherty – The Banshees of Inisherin - Brian Tyree Henry como James – Causeway - Judd Hirsch como Uncle Boris – The Fabelmans - Paul Dano como Burt Fabelman – The Fabelmans | Melhor Atriz CoadjuvanteAngela Bassett como Rainha Ramonda – Black Panther: Wakanda Forever - Jamie Lee Curtis como Deirdre Beaubeirdre – Everything Everywhere All at Once - Janelle Monáe como Cassandra "Andi" Brand – Glass Onion: A Knives Out Mystery - Jessie Buckley como Mariche Loewen – Women Talking - Kerry Condon como Siobhán Súilleabháin – The Banshees of Inisherin - Stephanie Hsu como Joy Wang / Jobu Tupaki – Everything Everywhere All at Once |
| Melhor Ator ou Atriz JovemGabriel LaBelle como Samuel "Sammy" Fabelman – The Fabelmans - Banks Repeta como Paul Graff – Armageddon Time - Bella Ramsey como Catherine / "Birdy" – Catherine Called Birdy - Frankie Corio como Sophie Paterson – Aftersun - Jalyn Hall como Emmett Till – Till - Sadie Sink como Ellie – The Whale                                 | Melhor ElencoGlass Onion: A Knives Out Mystery - The Banshees of Inisherin - Everything Everywhere All at Once - The Fabelmans - The Woman King - Women Talking |
| Melhor Roteiro OriginalDaniel Kwan e Daniel Schienert – Everything Everywhere All at Once - Charlotte Wells – Aftersun - Martin McDonagh – The Banshees of Inisherin - Steven Spielberg e Tony Kushner – The Fabelmans - Todd Field – Tár | Melhor Roteiro AdaptadoSarah Polley – Women Talking - Kazuo Ishiguro – Living - Rebecca Lenkiewicz – She Said - Rian Johnson – Glass Onion: A Knives Out Mystery - Samuel D. Hunter – The Whale |
| Melhor CinematografiaClaudio Miranda – Top Gun: Maverick - Florian Hoffmeister – Tár - Janusz Kamiński – The Fabelmans - Linus Sandgren – Babylon - Roger Deakins – Empire of Light - Russell Carpenter – Avatar: The Way of Water | Melhor EdiçãoPaul Rogers – Everything Everywhere All at Once - Eddie Hamilton – Top Gun: Maverick - James Cameron, Stephen Rivkin, David Brenner e John Refoua – Avatar: The Way of Water - Matt Villa e Jonathan Redmond – Elvis - Monika Willi – Tár - Tom Cross – Babylon |
| Melhor FigurinoRuth E. Carter – Black Panther: Wakanda Forever - Catherine Martin – Elvis - Gersha Phillips – The Woman King - Jenny Eagan – Glass Onion: A Knives Out Mystery - Mary Zophres – Babylon - Shirley Kurata – Everything Everywhere All at Once | Melhor Direção de ArteFlorencia Martin e Anthony Carlino – Babylon - Catherine Martin, Karen Murphy e Bev Dunn – Elvis - Dylan Cole, Ben Procter e Vanessa Cole – Avatar: The Way of Water - Hannah Beachler e Lisa K. Sessions – Black Panther: Wakanda Forever - Jason Kisvarday e Kelsi Ephraim – Everything Everywhere All at Once - Rick Carter e Karen O'Hara – The Fabelmans                                                                                   |
| Melhor Trilha SonoraHildur Guðnadóttir – Tár - Alexandre Desplat – Guillermo del Toro's Pinocchio - Hildur Guðnadóttir – Women Talking - John Williams – The Fabelmans - Justin Hurwitz – Babylon - Michael Giacchino – The Batman | Melhor Canção"Naatu Naatu" – RRR - "Carolina" – Where the Crawdads Sing - "Ciao Papa" – Guillermo del Toro's Pinocchio - "Hold My Hand" – Top Gun: Maverick - "Lift Me Up" – Black Panther: Wakanda Forever - "New Body Rhumba" – White Noise |
| Melhor Cabelo e MaquiagemElvis - Babylon - The Batman - Black Panther: Wakanda Forever - Everything Everywhere All at Once - The Whale | Melhores Efeitos VisuaisAvatar: The Way of Water - The Batman - Black Panther: Wakanda Forever - Everything Everywhere All at Once - RRR - Top Gun: Maverick |
| Melhor Filme de AnimaçãoGuillermo del Toro's Pinocchio - Marcel the Shell with Shoes On - Puss in Boots: The Last Wish - Turning Red - Wendell & Wild | Melhor Filme de ComédiaGlass Onion: A Knives Out Mystery - Bros - Everything Everywhere All at Once - Triangle of Sadness - The Banshees of Inisherin - The Unbearable Weight of Massive Talent |
| Melhor Filme EstrangeiroRRR ( Índia) - All Quiet on the Western Front ( Alemanha) - Argentina, 1985 ( Argentina) - Bardo, falsa crónica de unas cuantas verdades ( México) - Close ( Bélgica) - Heojil gyeolsim ( Coreia do Sul) | |

#### #SeeHer Award
- Janelle Monáe[10]

#### Lifetime Achievement Award
- Jeff Bridges[11]

### Televisão
| Melhor Série DramáticaBetter Call Saul (AMC) - Euphoria (HBO) - Andor (Disney+) - Bad Sisters (Apple TV+) - The Crown (Netflix) - The Good Fight (Paramount+) - House of the Dragon (HBO) - Severance (Apple TV+) - Yellowstone (Paramount Network) | |

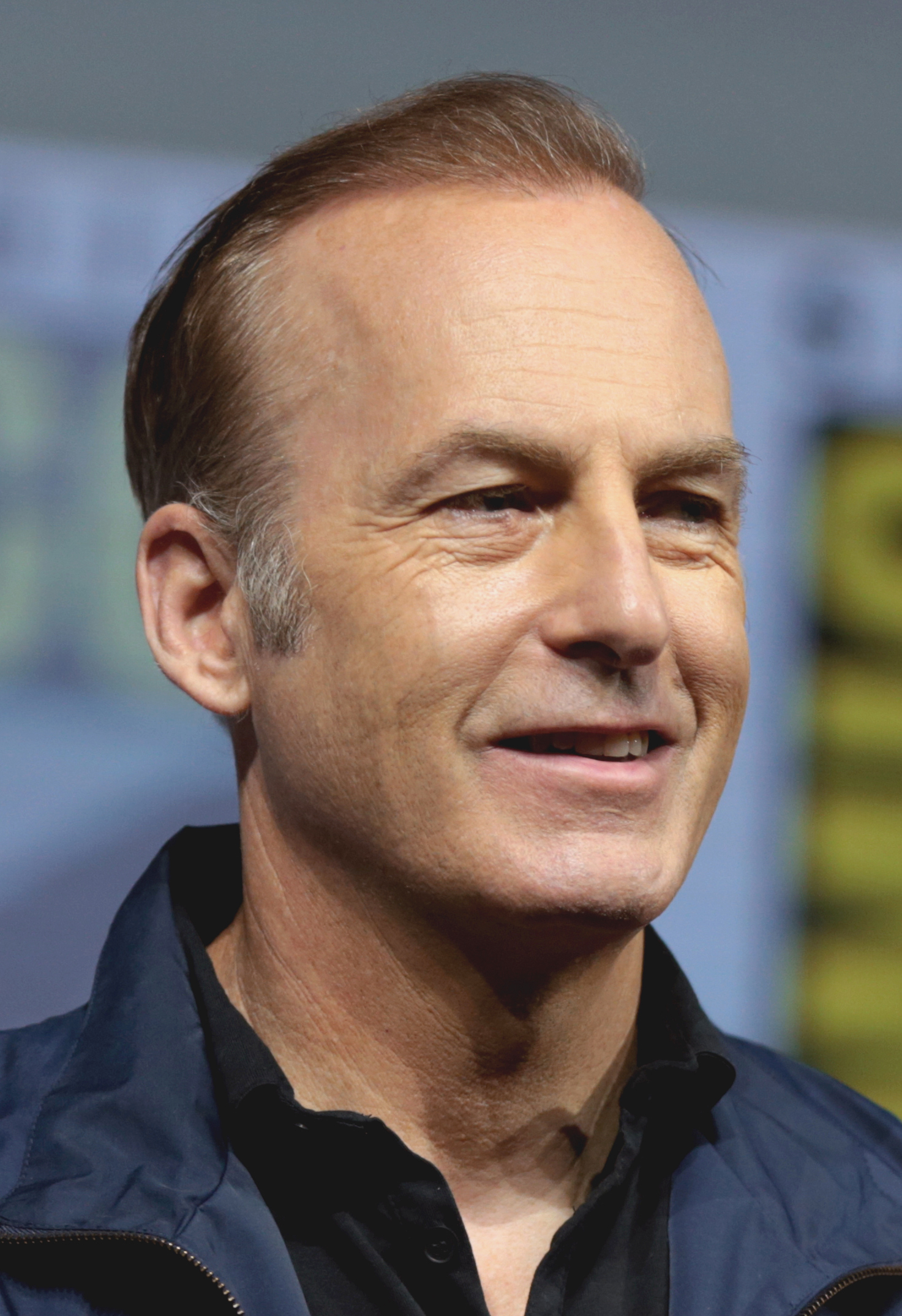
Bob Odenkirk, Vencedor de Melhor Ator em Série Dramática

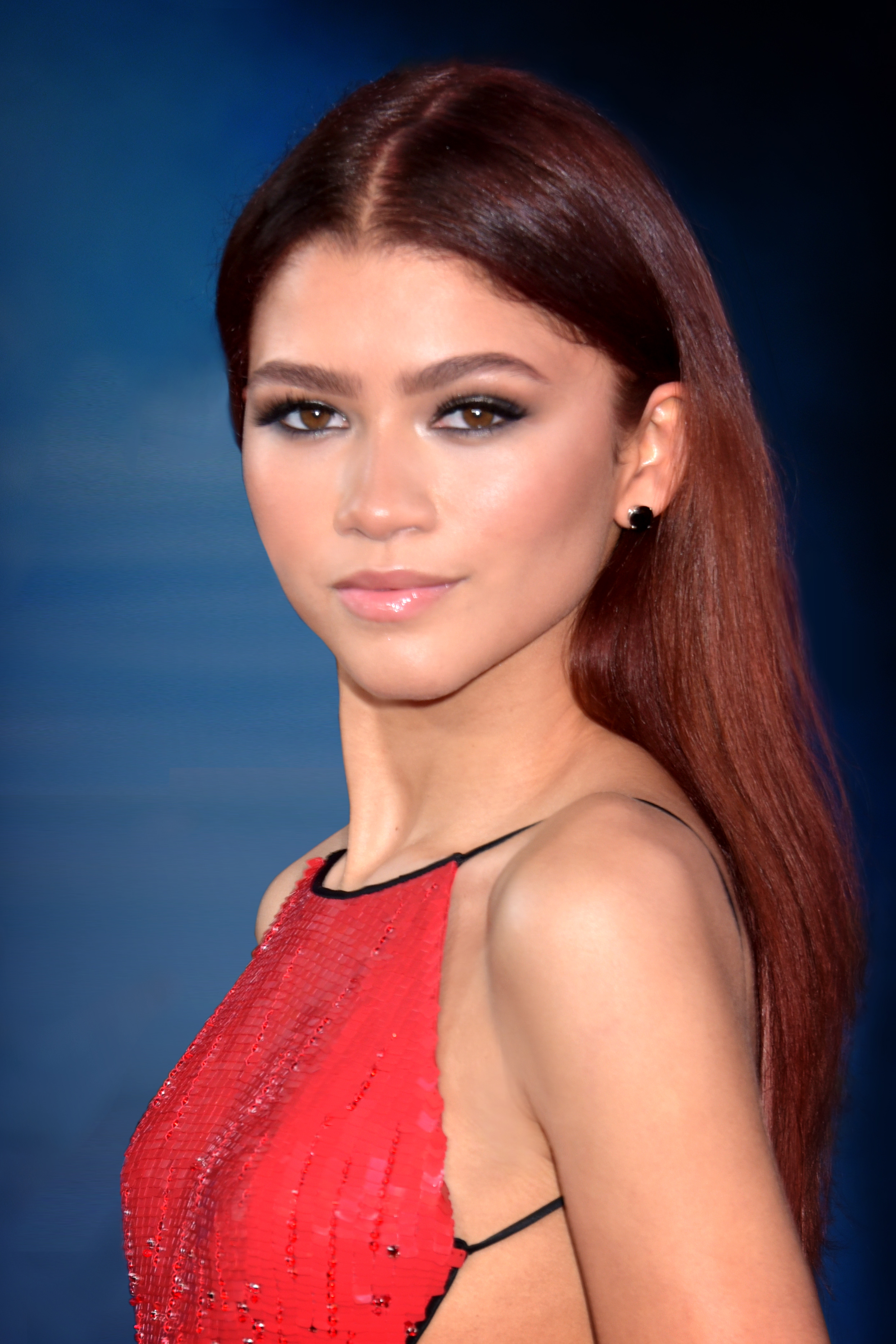
Zendaya, Vencedora de Melhor Atriz Coadjuvante

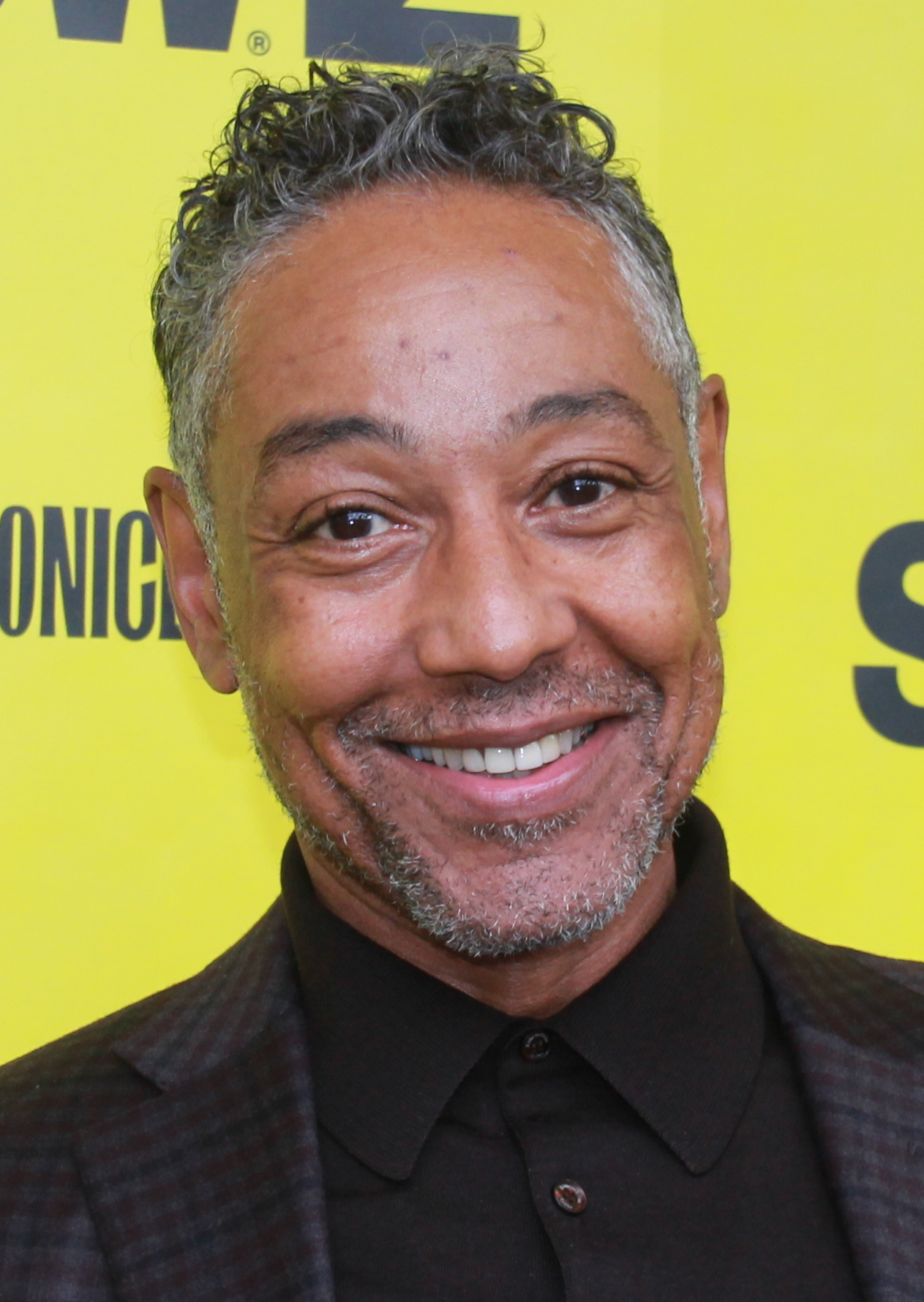
Giancarlo Esposito, Vencedor de Melhor Ator Coadjuvante em Série Dramática

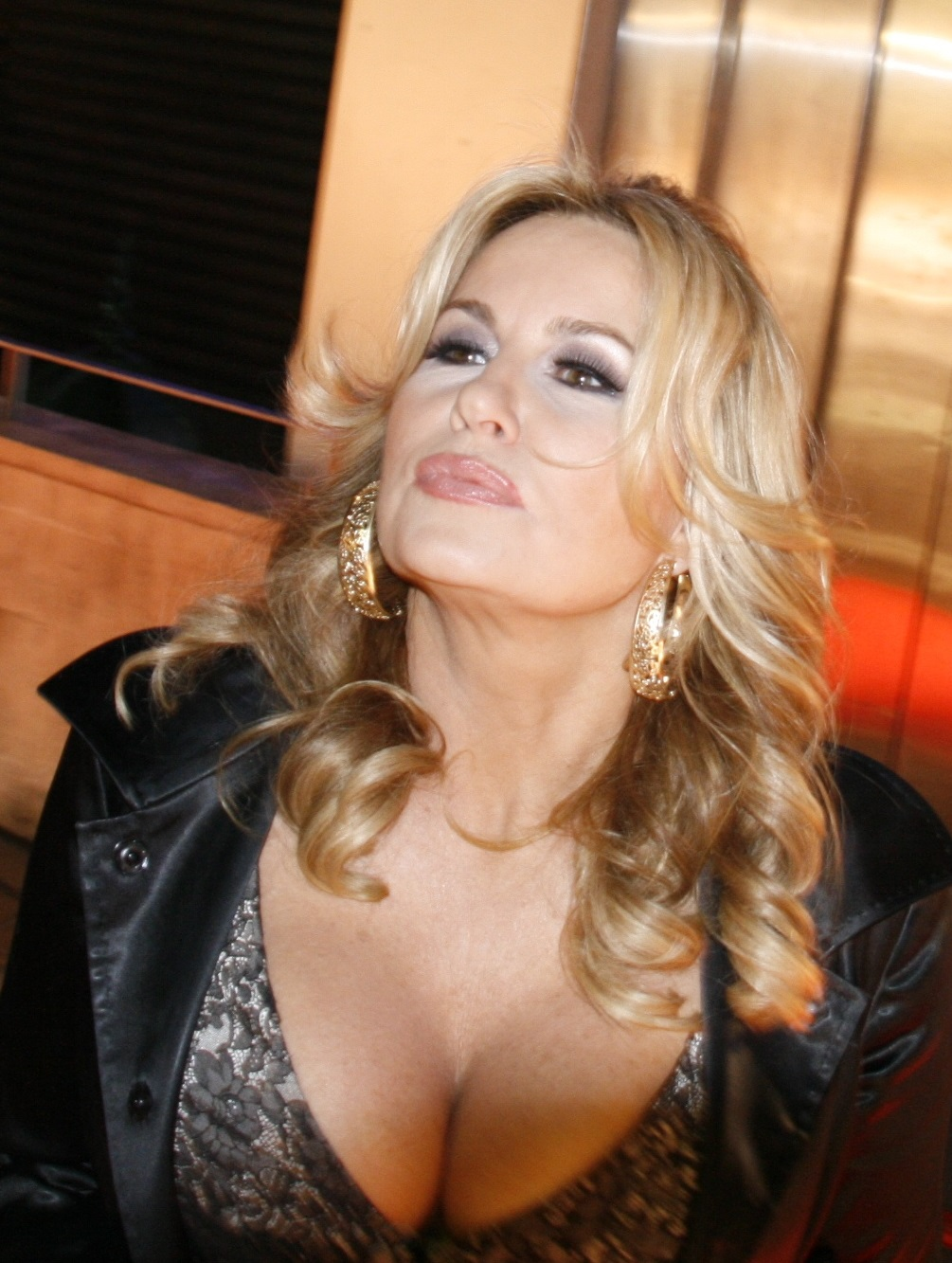
Jennifer Coolidge, Vencedor de Melhor Atriz Coadjuvante em Série Dramática

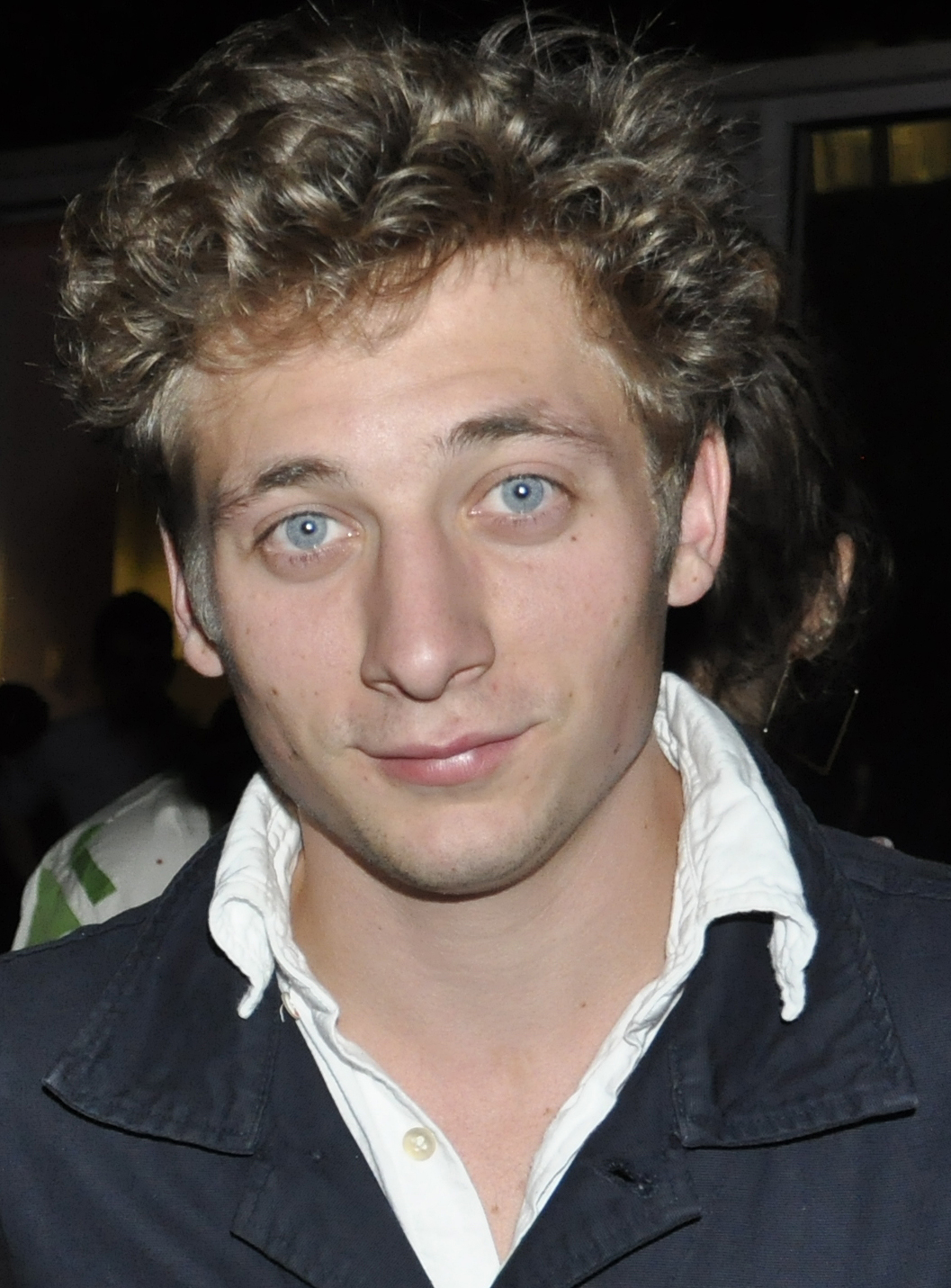
Jeremy Allen White, Vencedor de Melhor Ator em Série de Comédia

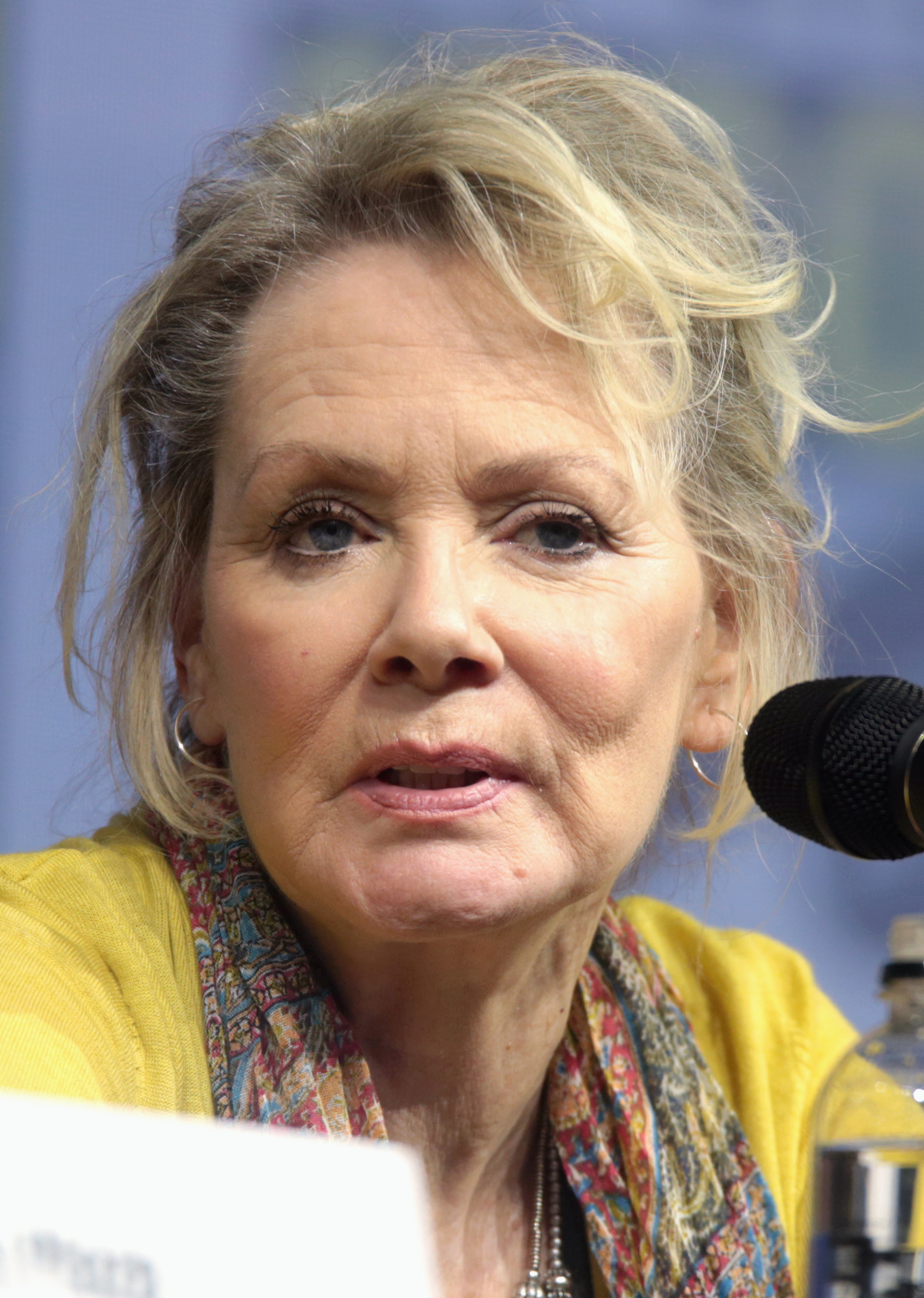
Jean Smart, Vencedora de Melhor Atriz em Série de Comédia

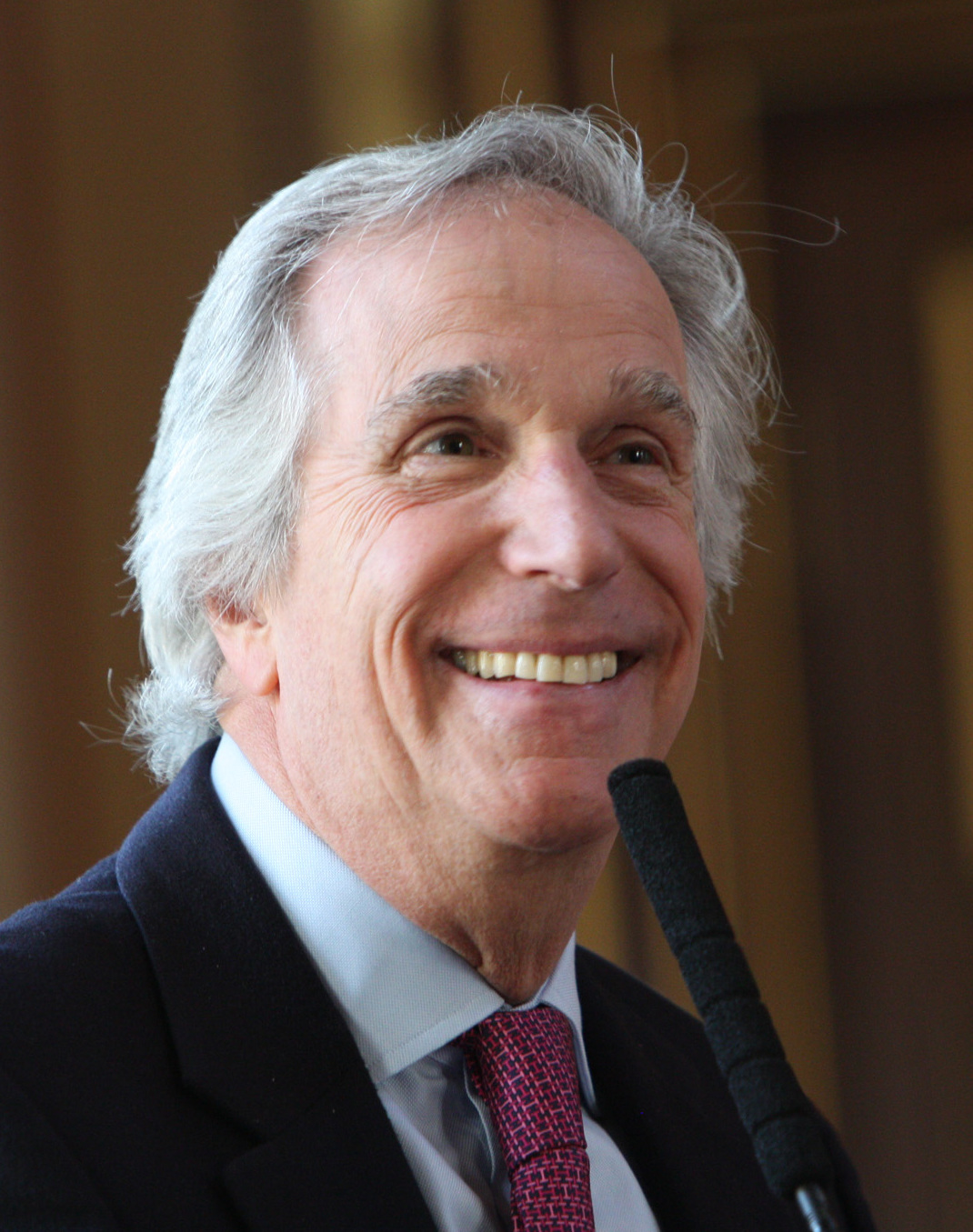
Henry Winkler, Vencedor de Melhor Ator Coadjuvante em Série de Comédia

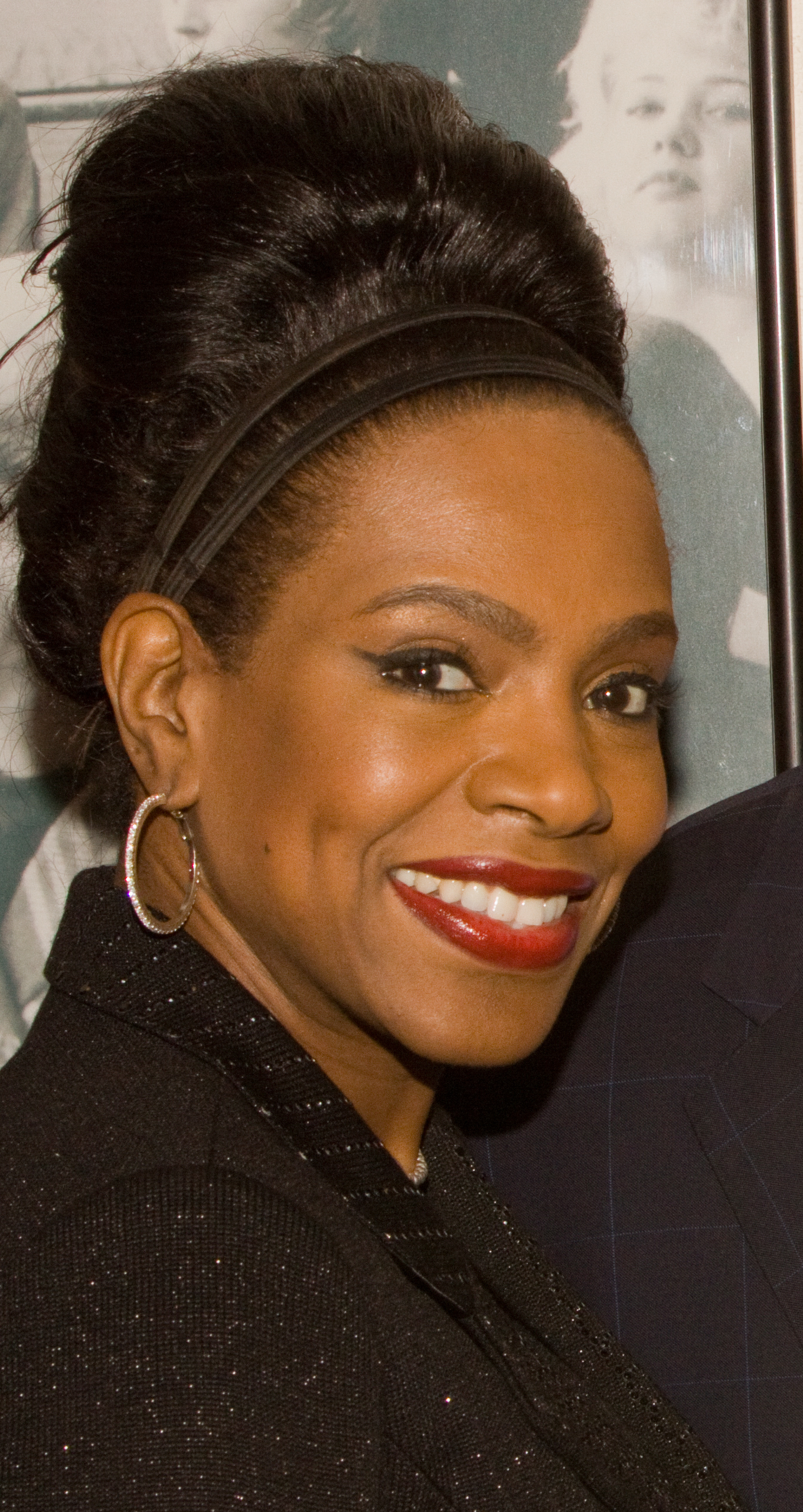
Sheryl Lee Ralph, Vencedora de Melhor Atriz Coadjuvante em Série de Comédia

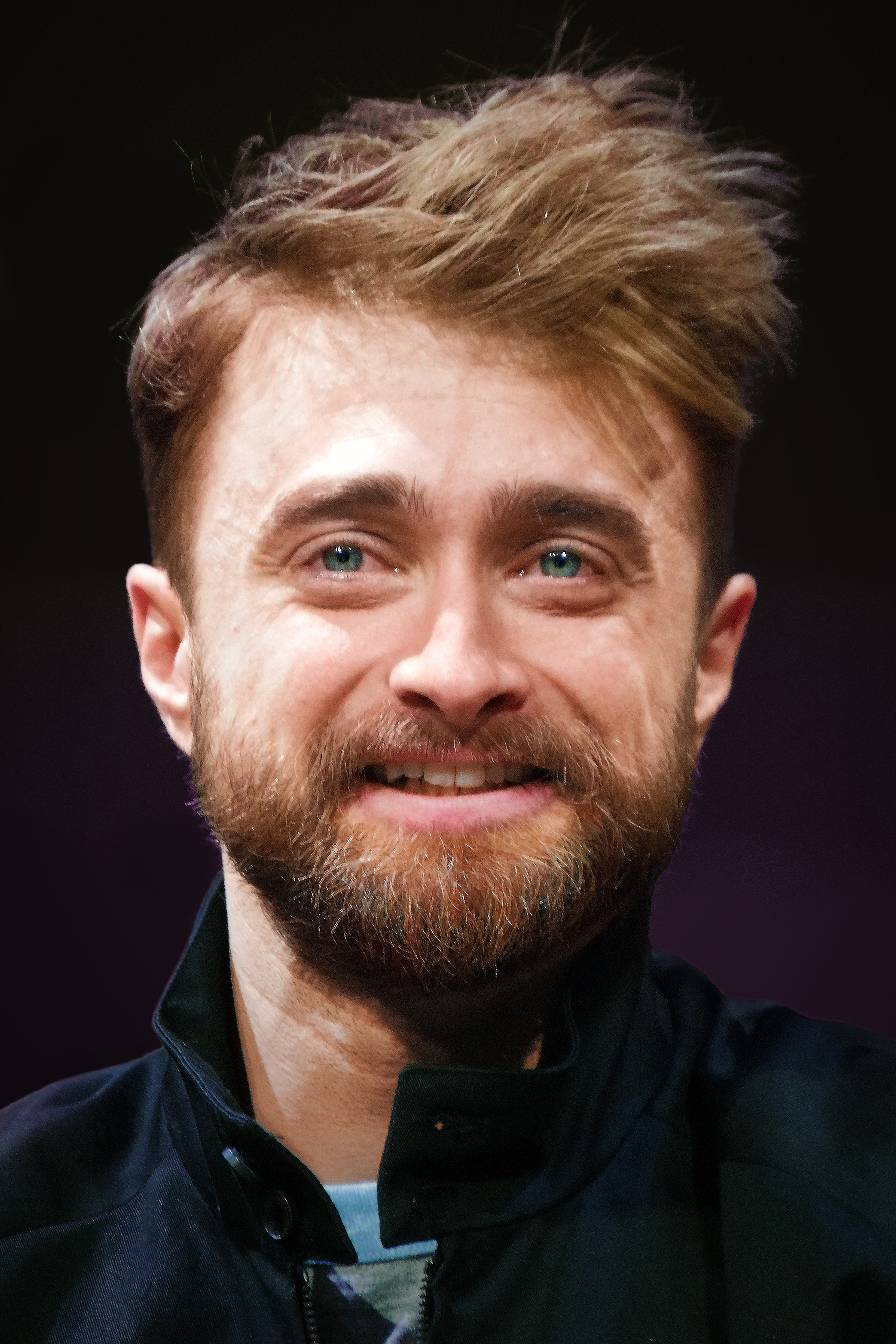
Daniel Radcliffe, Vencedor de Melhor Ator em Série Limitada ou Filme Feito para Televisão

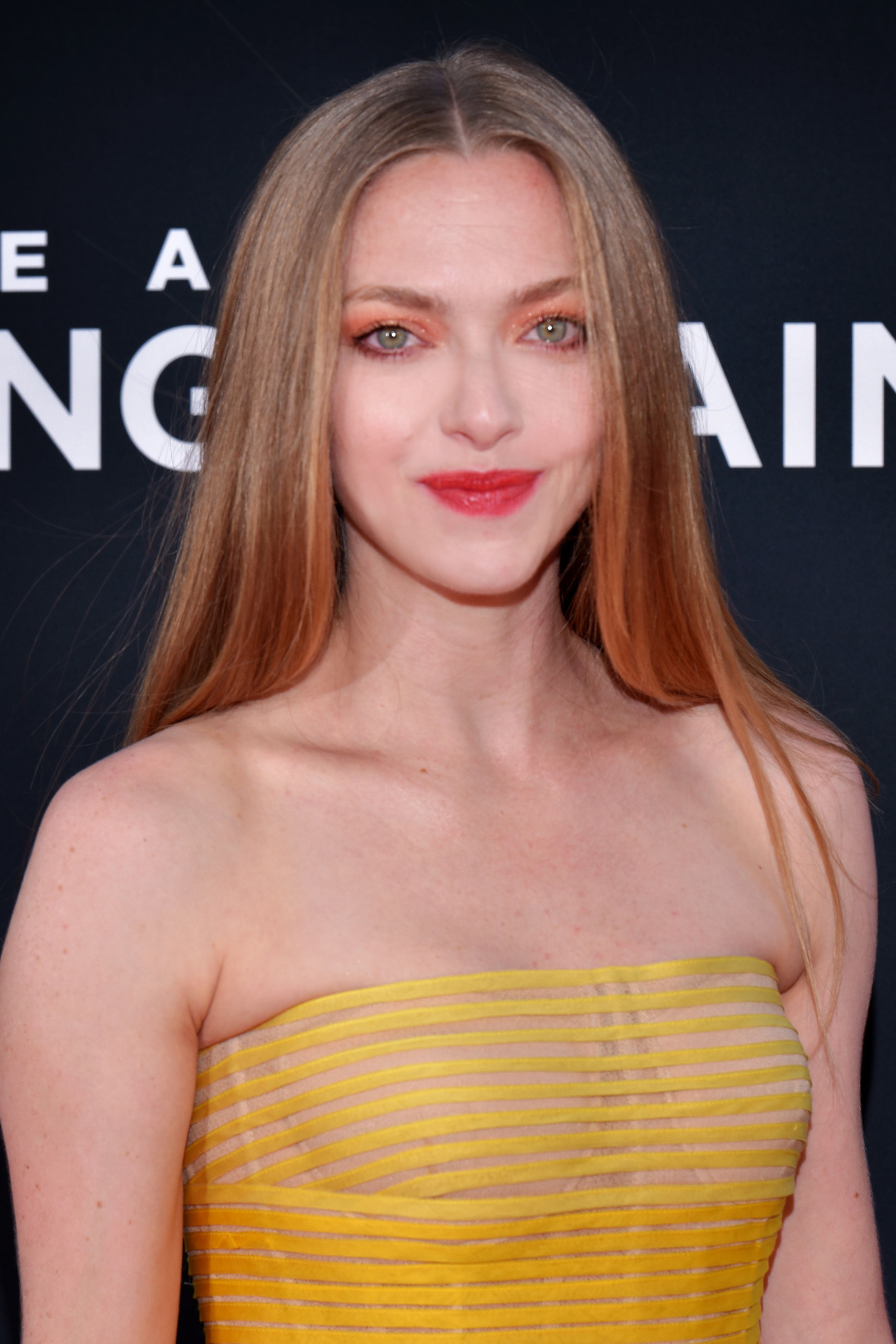
Amanda Seyfried, Vencedora de Melhor Atriz em Série Limitada ou Filme Feito para Televisão

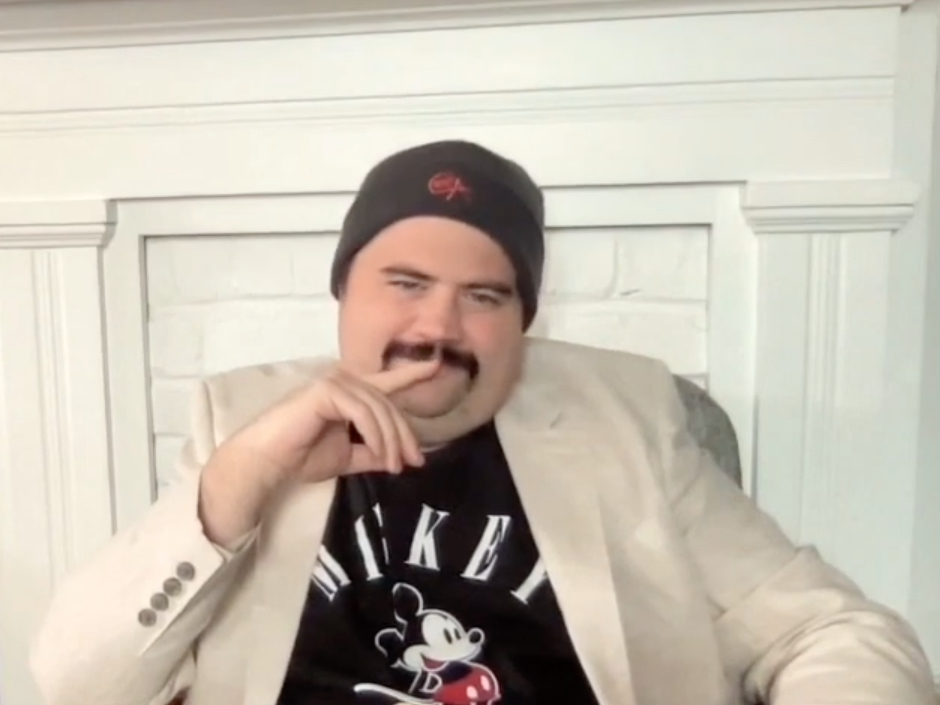
Paul Walter Hauser, Vencedor de Melhor Ator Coadjuvante em Série Limitada ou Filme Feito para Televisão

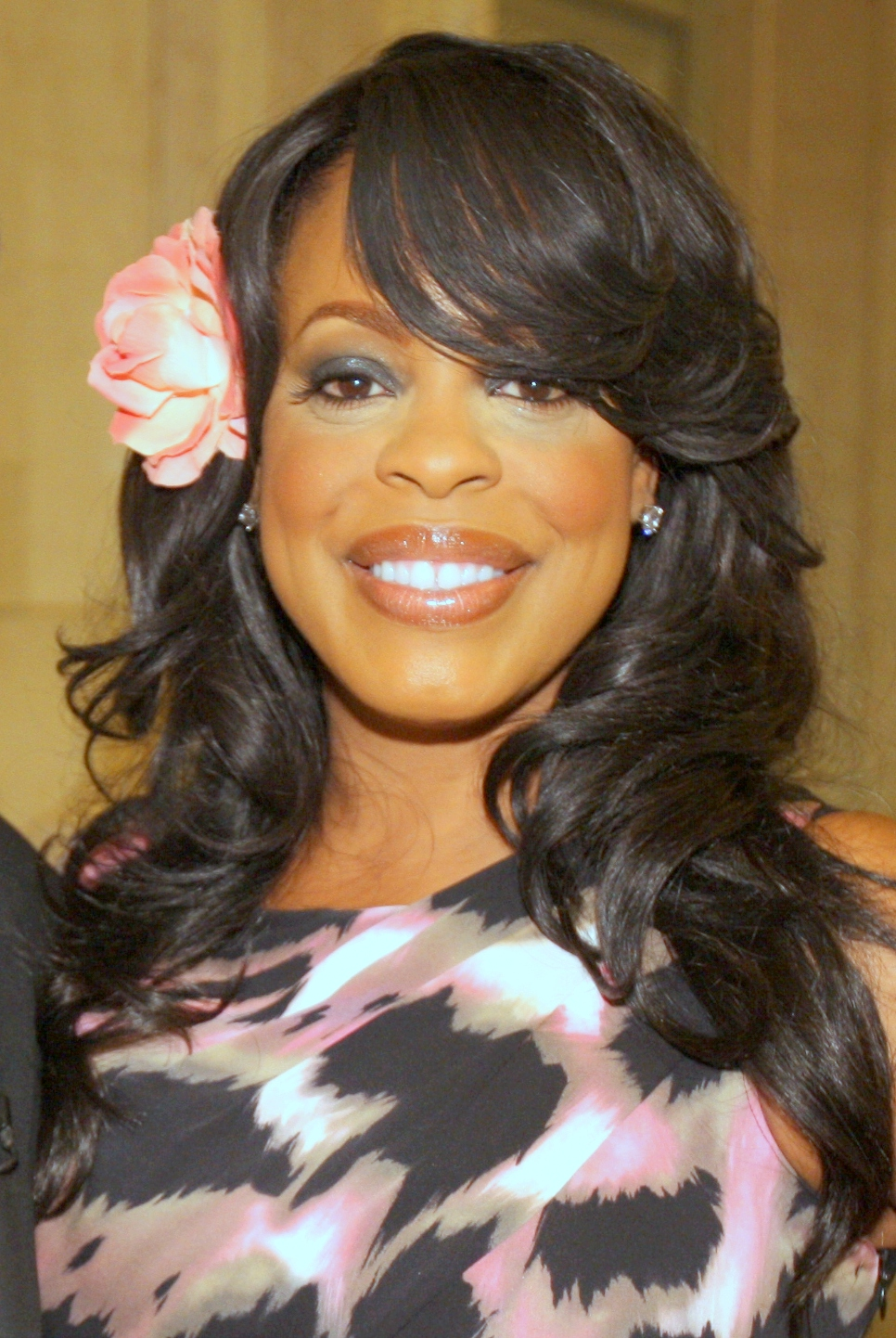
Niecy Nash-Betts, Vencedor de Melhor Atriz Coadjuvante em Série Limitada ou Filme Feito para Televisão

| Melhor Ator em Série DramáticaBob Odenkirk como Jimmy McGill / Saul Goodman / Gene Takavic – Better Call Saul (AMC) - Jeff Bridges como Dan Chase / Henry Dixon / Johnny Kohler – The Old Man (FX) - Sterling K. Brown como Randall Pearson – This Is Us (NBC) - Diego Luna como Cassian Andor – Andor (Disney+) - Adam Scott como Mark Scout – Severance (Apple TV+) - Antony Starr como Homelander – The Boys (Prime Video)                                                                   | Melhor Atriz em Série DramáticaZendaya como Rue Bennett – Euphoria (HBO) - Christine Baranski como Diane Lockhart – The Good Fight (Paramount+) - Sharon Horgan como Eva Garvey – Bad Sisters (Apple TV+) - Laura Linney como Wendy Byrde – Ozark (Netflix) - Mandy Moore como Rebecca Pearson – This Is Us (NBC) - Kelly Reilly como Beth Dutton – Yellowstone (Paramount Network) |
| Melhor Ator Coadjuvante em Série DramáticaGiancarlo Esposito como Gus Fring – Better Call Saul (AMC) - Andre Braugher como Ri'Chard Lane – The Good Fight (Paramount+) - Ismael Cruz Córdova como Arondir – The Lord of the Rings: The Rings of Power (Prime Video) - Michael Emerson como Dr. Leland Townsend – Evil (Paramount+) - John Lithgow como Harold Harper – The Old Man (FX) - Matt Smith como Daemon Targaryen – House of the Dragon (HBO)                                          | Melhor Atriz Coadjuvante em Série DramáticaJennifer Coolidge como Tanya McQuoid-Hunt – The White Lotus (HBO) - Milly Alcock como Rhaenyra Targaryen – House of the Dragon (HBO) - Carol Burnett como Marion – Better Call Saul (AMC) - Julia Garner como Ruth Langmore – Ozark (Netflix) - Audra McDonald como Liz Reddick – The Good Fight (Paramount+) - Rhea Seehorn como Kim Wexler – Better Call Saul (AMC)                                                                       |
| Melhor Série de ComédiaAbbott Elementary (ABC) - Barry (HBO) - The Bear (FX on Hulu) - Better Things (FX) - Ghosts (CBS) - Hacks (HBO Max) - Reboot (Hulu) - Reservation Dogs (FX on Hulu) | |
| Melhor Ator em Série de ComédiaJeremy Allen White como Carmen "Carmy" Berzatto – The Bear (FX on Hulu) - Matt Berry como Leslie "Laszlo" Cravensworth – What We Do in the Shadows (FX) - Bill Hader como Barry Berkman / Barry Block – Barry (HBO) - Keegan-Michael Key como Reed Sterling – Reboot (Hulu) - Steve Martin como Charles-Haden Savage – Only Murders in the Building (Hulu) - D'Pharaoh Woon-A-Tai como Bear Smallhill – Reservation Dogs (FX on Hulu)                            | Melhor Atriz em Série de ComédiaJean Smart como Deborah Vance – Hacks (HBO Max) - Christina Applegate como Jen Harding – Dead to Me (Netflix) - Quinta Brunson como Janine Teagues – Abbott Elementary (ABC) - Kaley Cuoco como Cassandra "Cassie" Bowden – The Flight Attendant (HBO Max) - Renée Elise Goldsberry como Wickie – Girls5eva (Peacock) - Devery Jacobs como Elora Danan Postoak – Reservation Dogs (FX on Hulu)                                                         |
| Melhor Ator Coadjuvante em Série de ComédiaHenry Winkler como Gene Cousineau – Barry (HBO) - Brandon Scott Jones como Capitão Isaac Higgintoot – Ghosts (CBS) - Leslie Jordan como Phil – Call Me Kat (Fox) (póstumo) - James Marsden como Ben Wood / Steve Wood – Dead to Me (Netflix) - Chris Perfetti como Jacob Hill – Abbott Elementary (ABC) - Tyler James Williams como Gregory Eddie – Abbott Elementary (ABC)                                                                          | Melhor Atriz Coadjuvante em Série de ComédiaSheryl Lee Ralph como Barbara Howard – Abbott Elementary (ABC) - Paulina Alexis como Willie Jack – Reservation Dogs (FX on Hulu) - Ayo Edebiri como Sydney Adamu – The Bear (FX on Hulu) - Marcia Gay Harden como Claire Lewis – Uncoupled (Netflix) - Janelle James como Ava Coleman – Abbott Elementary (ABC) - Annie Potts como Constance "Connie" Tucker – Young Sheldon (CBS)                                                         |
| Melhor Série LimitadaThe Dropout (Hulu) - Gaslit (Starz) - The Girl from Plainville (Hulu) - The Offer (Paramount+) - Pam & Tommy (Hulu) - Station Eleven (HBO Max) - This Is Going to Hurt (AMC+) - Under the Banner of Heaven (FX on Hulu) | Melhor Filme Feito para TelevisãoWeird: The Al Yankovic Story (The Roku Channel) - Fresh (Hulu) - Prey (Hulu) - Ray Donovan: The Movie (Showtime) - The Survivor (HBO) - Three Months (Paramount+) |
| Melhor Ator em Série Limitada ou Filme Feito para a TelevisãoDaniel Radcliffe como "Weird Al" Yankovic – Weird: The Al Yankovic Story (The Roku Channel) - Andrew Garfield como Detetive Jeb Pyre – Under the Banner of Heaven (FX on Hulu) - Ben Foster como Harry Haft – The Survivor (HBO) - Ben Whishaw como Adam Kay – This Is Going to Hurt (AMC+) - Samuel L. Jackson como Ptolemy Grey – The Last Days of Ptolemy Grey (Apple TV+) - Sebastian Stan como Tommy Lee – Pam & Tommy (Hulu) | Melhor Atriz em Série Limitada ou Filme Feito para a TelevisãoAmanda Seyfried como Elizabeth Holmes – The Dropout (Hulu) - Julia Garner como Anna Sorokin / Anna Delvey – Inventing Anna (Netflix) - Lily James como Pamela Anderson – Pam & Tommy (Hulu) - Amber Midthunder como Naru – Prey (Hulu) - Julia Roberts como Martha Mitchell – Gaslit (Starz) - Michelle Pfeiffer como Betty Ford – The First Lady (Showtime)                                                             |
| Melhor Ator Coadjuvante em Série Limitada ou Filme Feito para TelevisãoPaul Walter Hauser como Larry Hall – Black Bird (Apple TV+) - Murray Bartlett como Nick De Noia – Welcome to Chippendales (Hulu) - Domhnall Gleeson como Sam Fortner – The Patient (FX on Hulu) - Matthew Goode como Robert Evans – The Offer (Paramount+) - Ray Liotta como James "Big Jim" Keene – Black Bird (Apple TV+) (póstumo) - Shea Whigham como G. Gordon Liddy – Gaslit (Starz)                               | Melhor Atriz Coadjuvante em Série Limitada ou Filme Feito para TelevisãoNiecy Nash-Betts – Dahmer – Monster: The Jeffrey Dahmer Story como Glenda Cleveland (Netflix) - Claire Danes como Rachel Fleishman – Fleishman Is in Trouble (FX on Hulu) - Dominique Fishback como Robyn – The Last Days of Ptolemy Grey (Apple TV+) - Betty Gilpin como Mo Dean – Gaslit (Starz) - Melanie Lynskey como Betty Gore – Candy (Hulu) - Juno Temple como Bettye McCartt – The Offer (Paramount+) |
| Melhor Série de AnimaçãoHarley Quinn (HBO Max) - Bluey (Disney+) - Bob's Burgers (Fox) - Primal (Adult Swim) - Star Trek: Lower Decks (Paramount+) - Undone (Prime Video) | Melhor Série em Língua não-inglesaPachinko (Apple TV+) • Estados Unidos - 1899 (Netflix) • Alemanha - Borgen (Netflix) • Dinamarca - Extraordinary Attorney Woo (Netflix) • Dinamarca - ¡García! (HBO Max) • Espanha - The Kingdom Exodus (MUBI) • Dinamarca - Kleo (Netflix) • Alemanha - My Brilliant Friend (HBO) • Itália / Estados Unidos - Tehran (Apple TV+) • Israel |
| Melhor Talk ShowLast Week Tonight with John Oliver (HBO) - The Amber Ruffin Show (Peacock) - Full Frontal with Samantha Bee (TBS) - The Kelly Clarkson Show (NBC) - Late Night with Seth Meyers (NBC) - Watch What Happens Live with Andy Cohen (Bravo) | Melhor Comédia EspecialNorm Macdonald: Nothing Special (Netflix) (póstumo) - Fortune Feimster: Good Fortune (Netflix) - Jerrod Carmichael: Rothaniel (HBO) - Joel Kim Booster: Psychosexual (Netflix) - Nikki Glaser: Good Clean Filth (HBO) - Would It Kill You to Laugh? Starring Kate Berlant & John Early (Peacock) |

1. ↑  Nominated for Best Villain in a Series at the Critics' Choice Super Awards 2022[12]
2. ↑  Won Best Science Fiction/Fantasy Series at the Critics' Choice Super Awards 2022[13]

## Filmes com múltiplas indicações e vitórias
Os seguintes dezenove filmes receberam várias indicações:
| Filme                             | Indicações |
| --------------------------------- | ---------- |
| Everything Everywhere All at Once | 14         |
| The Fabelmans                     | 11         |
| Babylon                           | 9          |
| The Banshees of Inisherin         | 9          |
| Elvis                             | 7          |
| Tár                               | 7          |
| Avatar: The Way of Water          | 6          |
| Black Panther: Wakanda Forever    | 6          |
| Glass Onion: A Knives Out Mystery | 6          |
| Top Gun: Maverick                 | 6          |
| Women Talking                     | 6          |
| RRR                               | 5          |
| The Whale                         | 4          |
| The Woman King                    | 4          |
| Aftersun                          | 3          |
| The Batman                        | 3          |
| Guillermo del Toro's Pinocchio    | 3          |
| Living                            | 2          |
| Till                              | 2          |

Os seguintes filmes receberam vários prêmios:
| Filmes                            | Indicações |
| --------------------------------- | ---------- |
| Everything Everywhere All at Once | 5          |
| Black Panther: Wakanda Forever    | 2          |
| Glass Onion: A Knives Out Mystery | 2          |
| RRR                               | 2          |
| Tár                               | 2          |

## Programas de televisão com várias indicações e vitórias
Os seguintes trinta programas receberam várias indicações:
| Programa                      | Rede              | Categoria | Indicações |
| ----------------------------- | ----------------- | --------- | ---------- |
| Abbott Elementary             | ABC               | Comédia   | 6          |
| Better Call Saul              | AMC               | Drama     | 5          |
| Gaslit                        | Starz             | Limitada  | 4          |
| The Good Fight                | Paramount+        | Drama     | 4          |
| Reservation Dogs              | FX on Hulu        | Comédia   | 4          |
| Barry                         | HBO               | Comédia   | 3          |
| The Bear                      | FX on Hulu        | Comédia   | 3          |
| House of the Dragon           | HBO               | Drama     | 3          |
| The Offer                     | Paramount+        | Limitada  | 3          |
| Pam & Tommy                   | Hulu              | Limitada  | 3          |
| Andor                         | Disney+           | Drama     | 2          |
| Bad Sisters                   | Apple TV+         | Drama     | 2          |
| Black Bird                    | Apple TV+         | Limitada  | 2          |
| Dead to Me                    | Netflix           | Comédia   | 2          |
| The Dropout                   | Hulu              | Limitada  | 2          |
| Euphoria                      | HBO               | Drama     | 2          |
| Ghosts                        | CBS               | Comédia   | 2          |
| Hacks                         | HBO Max           | Comédia   | 2          |
| The Last Days of Ptolemy Grey | Apple TV+         | Limitada  | 2          |
| The Old Man                   | FX                | Drama     | 2          |
| Ozark                         | Netflix           | Drama     | 2          |
| Prey                          | Hulu              | Filme     | 2          |
| Reboot                        | Hulu              | Comédia   | 2          |
| Severance                     | Apple TV+         | Drama     | 2          |
| The Survivor                  | HBO               | Movie     | 2          |
| This Is Going to Hurt         | AMC+              | Limitada  | 2          |
| This Is Us                    | NBC               | Drama     | 2          |
| Under the Banner of Heaven    | FX on Hulu        | Limitada  | 2          |
| Weird: The Al Yankovic Story  | The Roku Channel  | Filme     | 2          |
| Yellowstone                   | Paramount Network | Drama     | 2          |

Os seguintes programas receberam vários prêmios:
| Programa                     | Rede             | Categoria  | Indicações |
| ---------------------------- | ---------------- | ---------- | ---------- |
| Better Call Saul             | AMC              | Drama      | 3          |
| Abbott Elementary            | ABC              | Comédia    | 2          |
| The Dropout                  | Hulu             | Minissérie | 2          |
| Weird: The Al Yankovic Story | The Roku Channel | Filme      | 2          |

## Apresentadores
| Nome(s)                                           | Papel |
| ------------------------------------------------- | --- |
| Anya Taylor-Joy Miles Teller                      | Apresentou o prêmio de Melhor Atriz em Série Limitada ou Filme Feito para a Televisão                      |
| Henry Golding                                     | Apresentou o prêmio de Melhor Filme Estrangeiro                                                            |
| Quinta Brunson Sarah Hyland                       | Apresentaram os prêmios de Melhor Ator e Atriz Coadjuvante em Série Dramática                              |
| Ayo Edebiri Ebon Moss-Bachrach Jeremy Allen White | Apresentaram os prêmios de Melhor Ator e Atriz Coadjuvante em Série Limitada ou Filme Feito para Televisão |
| Eve Hewson Sharon Horgan                          | Apresentaram os prêmios de Melhor Ator e Atriz Coadjuvante em Série de Comédia                             |
| Kate Hudson                                       | Apresentou o #SeeHer Award para homeneagear Janelle Monáe                                                  |
| Aubrey Plaza                                      | Apresentou o prêmio de Melhor Ator Coadjuvante                                                             |
| Troy Kotsur                                       | Apresentou o prêmio de Melhor Atriz Coadjuvante                                                            |
| Courtney B. Vance                                 | Apresentou o prêmio de Melhor Ator em Série Limitada ou Filme Feito para a Televisão                       |
| Jude Hill                                         | Apresentou o prêmio de Melhor Filme de Animação                                                            |
| John Goodman                                      | Apresentou o Lifetime Achievement Award para homenagear Jeff Bridges                                       |
| Benjamin Bratt Natasha Lyonne                     | Apresentou o prêmio de Melhor Ator em Série de Comédia                                                     |
| Cedric the Entertainer                            | Apresentou o prêmio de Melhor Atriz em Série de Comédia                                                    |
| Seth Rogen                                        | Apresentou o prêmio de Melhor Série de Comédia                                                             |
| Phoebe Dynevor                                    | Apresentou o prêmio de Melhor Ator em Série Dramática                                                      |
| Daisy Edgar-Jones Elle Fanning                    | Apresentou o prêmio de Melhor Atriz em Série Dramática                                                     |
| Kerry Washington                                  | Apresentou o prêmio de Melhor Série Dramática                                                              |
| Misha Collins Tyler Hoechlin Elizabeth Tulloch    | Apresentou o prêmio de Melhor Série Limitada                                                               |
| Diego Luna                                        | Apresentou o prêmio de Melhor Diretor                                                                      |
| Angela Bassett                                    | Apresentou o prêmio de Melhor Ator                                                                         |
| Ben Stiller                                       | Apresentou o prêmio de Melhor Atriz                                                                        |
| Chelsea Handler                                   | Apresentou o prêmio de Best Picture                                                                        |